# Stanisław Wołoszowski
Stanisław Leonard Wołoszowski (ur. 19 maja 1913 w Janikowie, zm. 18 stycznia 1944 koło Suio we Włoszech) – rotmistrz Polskich Sił Zbrojnych.

## Życiorys

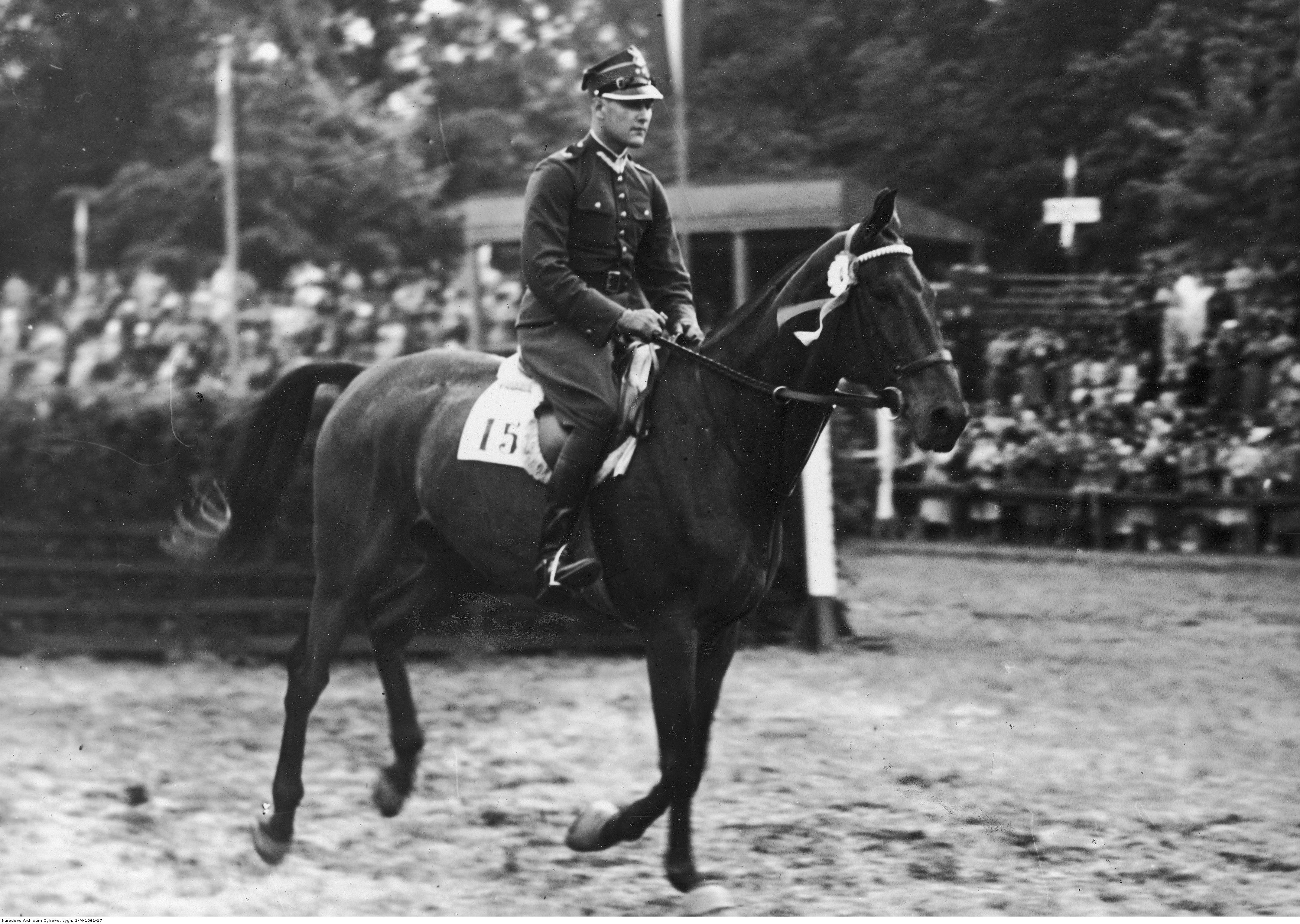
XII Międzynarodowe Zawody Hippiczne w Warszawie - por. Stanisław Wołoszowski na Bimbusie; czerwiec 1939.

Urodził się w majątku Janikowo w powiecie płońskim. Ukończył korpus kadetów oraz Szkołę Podchorążych Kawalerii w Grudziądzu. 4 sierpnia 1934 Prezydent RP Ignacy Mościcki mianował go podporucznikiem ze starszeństwem z 15 sierpnia 1934 i 19. lokatą w korpusie oficerów kawalerii, a minister spraw wojskowych wcielił do 1 pułku strzelców konnych w Garwolinie. Na stopień porucznika został mianowany ze starszeństwem z 19 marca 1938 i 20. lokatą w korpusie oficerów kawalerii.
Ze względu na wybitne osiągnięcia w jeździectwie sportowym został przeniesiony do Centrum Wyszkolenia Kawalerii w Grudziądzu i przydzielony do Grupy Sportu Konnego na stanowisko oficera jeźdźca. Był członkiem kadry olimpijskiej przygotowującej się do igrzysk w 1940. Tuż przed wybuchem wojny startował w międzynarodowych zawodach w Mediolanie, Rzymie oraz na prestiżowych zawodach w Gdyni (23 lipca 1939), kiedy w szczytowym okresie napięcia w stosunkach polsko-niemieckich pokonał niemieckiego faworyta, Guntera Theme (olimpijczyka, kapitana SS).
Po klęsce wrześniowej przebywał w obozie internowanych na Węgrzech, skąd poprzez Francję dotarł na Wyspy Brytyjskie. Tam dołączył do 2 batalionu strzelców, stacjonującego w Szkocji. Czując potrzebę aktywnego uczestnictwa w walce, przeszedł kurs spadochronowy, sapersko-minowy i kilka innych, a następnie zgłosił się na ochotnika do utworzonej jesienią 1942 roku 1 Samodzielnej Kompanii Commando, w której otrzymał stanowisko zastępcy dowódcy. W roku 1943 wraz z kompanią brał udział w akcjach bojowych we Włoszech. Zginął od kuli snajpera podczas tzw. pierwszej bitwy o Monte Cassino, przy forsowaniu rzeki Garigliano. Był najwyższym rangą polskim komandosem poległym w kampanii włoskiej. Został pochowany na Polskim Cmentarzu Wojennym na Monte Cassino (ekshumowany, miejsce 2-D-1). 
Pośmiertnie został mianowany na stopień majora i odznaczony Krzyżem Srebrnym Orderu Virtuti Militari.